# جايسون دي رون
جايسون دي رون (بالإنجليزية: Jason De Ron)‏ هو موسيقي أسترالي، ولد في 1973 في ملبورن في أستراليا.